# 2574 Ladoga
A 2574 Ladoga (ideiglenes jelöléssel 1968 UP) a Naprendszer kisbolygóövében található aszteroida. Tamara Mihajlovna Szmirnova fedezte fel 1968. október 22-én.